# Iranische Ölbörse
Die Iranische Ölbörse (persisch بورس نفت ایران; englisch Kish Stock Exchange; deutsche Abkürzung: IOB) ist eine Ölbörse, die am 17. Februar 2008 mit Sitz auf der Insel Kisch in Iran eröffnet wurde. Ursprünglich sollte die Börse bereits am 20. März 2006 eröffnet werden. Wegen „technischer Schwierigkeiten“ wurde die Eröffnung jedoch verschoben. Am selben Handelsplatz und mit gleicher Bezeichnung sollte auch in mehreren Anläufen eine internationale Wertpapierbörse – Kish Stock Exchange – errichtet werden.

## Hintergrund
Obwohl bis Februar 2008 nicht geklärt war, ob und unter welchem Namen die Islamische Republik Iran das Projekt verwirklicht, fand die IOB unter Überschriften wie „Todesstoß für den US-Dollar“ vor allem in Internetforen und Blogs große Beachtung. Angeblich verfolge Iran mit der Gründung der neuen Börse die Absicht, einen eurobasierten Preismechanismus beim Ölhandel einzuführen; das sei „der wahre Grund“ für die Iran-Politik der USA (vgl. Petrodollar).
Im Allgemeinen fand der geplante neue Handelsplatz für Öl dagegen nur wenig Beachtung. Als Gründe werden unter anderem genannt, dass das Projekt einen vergleichsweise geringen Umfang habe und bislang über vage Vorankündigungen nicht hinausgekommen sei. „Nicht einmal Singapur ist es gelungen, eine bedeutsame Erdölbörse aufzubauen – trotz besserer Standortbedingungen“, gibt Matthias Streitz auf Spiegel online zu bedenken. Für die Zukunft des US-Dollars als Leitwährung sei die Entwicklung der US-Handelsbilanz und die künftige Haushaltspolitik der amerikanischen Regierung von ungleich größerer Bedeutung als die geplante IOB.

## Entwicklung
Am 20. Mai 2006 brachte IRNA eine Meldung, dass die Börse bald eröffnet werde. Die Webseite Iran News meldete im Juli, dass bereits ein Gebäude für das Projekt erworben und die Eröffnung der neuen Ölbörse für Ende September 2006 bevorstehe. Auch dieser Termin verstrich, ohne dass vorerst ein neuer genannt wurde.
Im September 2007 erklärte Japans größter Rohölveredler Nippon Oil die Rohölimporte nicht mehr in Dollar, sondern, wie von Iran gefordert, in Yen zu begleichen. Am 8. Dezember erklärte Iran, dass er alle Ölverkäufe auf Nicht-US-Dollar-Währungen umgestellt habe.
Am 5. Januar 2008 kündigte der iranische Minister für Ökonomie und Finanzen Davud Danesh-Ja'fari an, dass die iranische Ölbörse während der Revolutions-Feierlichkeiten (1.–11. Februar) eingeweiht werde und definitiv ihre Tätigkeit als Handelsplattform für Erdöl und Erdgas aufnehmen werde.
Am 17. Februar 2008 nahm die Iranische Ölbörse ihren Betrieb auf. Statt in Euro werden die Preise allerdings überwiegend in der Landeswährung Rial berechnet. Am 27. Oktober 2009 wurde sie mit einer Zeremonie auf der Insel Kish offiziell eingeweiht.